# Ryska revolutionen 1905
Ryska revolutionen 1905 eller Första ryska revolutionen var en folklig resning mot tsar Nikolaj II och ses som en upptakt till de två stora revolutionerna i februari respektive oktober 1917. Även om revolutionen blivit känd som ryska revolutionen 1905 så var det i själva verket ett mer utdraget förlopp som började 1904 och slutade 1907.

## Bakgrund
Fyra huvudsakliga faktorer har identifierats som orsaker till att revolutionen utbröt: böndernas situation, arbetarnas situation, konflikten mellan den ryska staten och minoriteterna, samt radikala politiska idéer från liberalt och socialistiskt håll.

### Politisk situation
Ryssland var vid tiden för revolutionen 1905 sedan länge en absolut monarki. Tsarens makt var i princip obegränsad där det saknades både konstitutionella begränsningar och ett parlament som kunde agera motvikt mot tsaren. Makten utövades genom en byråkratkår som stod över lagen och armén som hade i uppgift att upprätthålla ordning i landet. Man hade dessutom utvecklat en omfattande och mäktig säkerhetspolis som återfanns i hela landet. Yttrandefriheten och friheten att organisera sig utan statligt medgivande var i stort sett obefintliga. Även om systemet visade totalitära drag så var det också ett godtyckligt system som dock i viss utsträckning begränsades av privat äganderätt.

#### Liberalism
I slutet av 1800-talet började en organiserad liberal rörelse växte fram, vid sidan av andra radikala politiska rörelser. Det autokratiska tsarväldet gjorde dock inga försök att integrera dessa i det befintliga systemet, vilket gjorde att oppositionella grupper bildade en bred allians i kritiken mot det rådande systemet. Idéer om individuella rättigheter och konstitutionella begränsningar för monarken hade ett brett stöd inom oppositionen, även om åsikterna gick isär i andra frågor.
De lokala organen zemstvo, som hade inrättats på 1860-talet, erbjöd samhällsengagerade medborgare en plats där de kunde delta i det politiska livet, även om zemstvons befogenheter begränsade sig till vissa lokala angelägenheter. Samtidigt var zemstvon en av få institutioner som var fri från byråkratisk kontroll och organen var relativt effektiva i sin förvaltning, vilket undergrävde den statliga byråkratins och tsarregimens legitimitet. Inom zemstvo-sfären anställdes ett antal tjänstepersoner, bland annat lärare, agronomer, ingenjörer och läkare, som tilltalades av de liberala idealen och utvecklades till en viktig grupp inom den liberala rörelsen. Liberalismen blev ännu mer organiserad när Förbundet för frigörelse (sojuz osvobozjdenija) grundades 1903.

### Jordfrågan och situationen för bönder
Under 1900-talets början bestod Rysslands befolkning till ca 80% av jordbrukare. På landsbygden hade bönderna övergått från livegenskap till större frihet vid emancipationsreformen 1861. De bönder som blev fria fick jord tilldelat till sig, men de fick ofta mindre jord att bruka än vad de hade haft tidigare, i snitt 13% mindre jord. I södra Ryssland tvingade adeln dessutom bönderna att lämna ifrån sig mellan en tredjedel och hälften av den jord som de tidigare hade brukat. En stor del av jorden bönderna de brukade fick de arrendera av adeln och var även tvungna att betala en inlösningsavgift för den jord de fick överta. Godsägarna reserverade samtidigt den bästa betesmarken till sig själv, vilket retade bönderna och begränsade deras möjligheter att förbättra sin ekonomi.

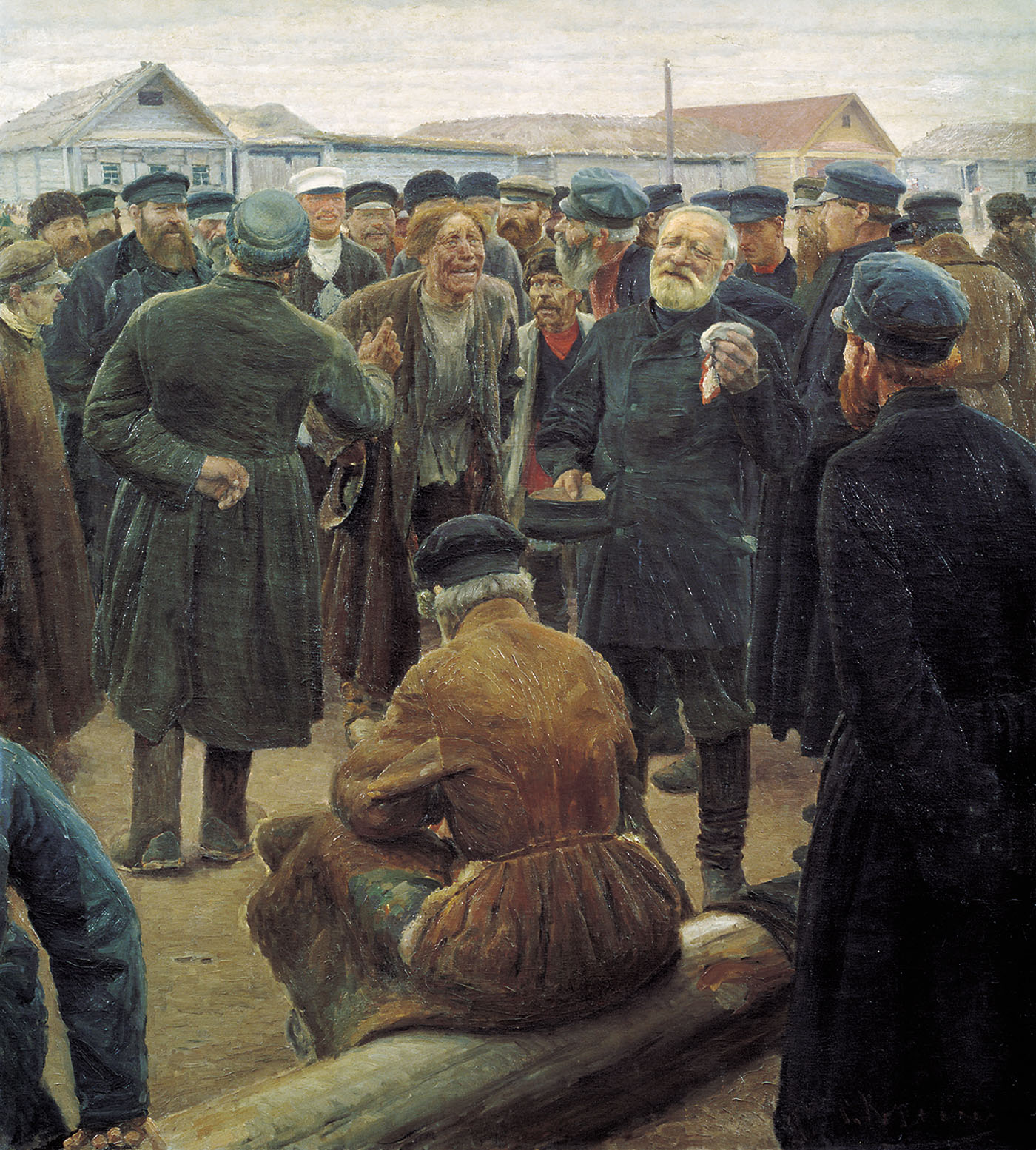
Sergej Korovins målning På miren (На Миру), 1893

Jordbruket var organiserat i mirer (även kallat obsjtjina), ett slags byalag eller bykommuner där varje familjs överhuvud var med och beslutade i gemensamma frågor. Den jord som bönderna fick efter livegenskapens avskaffande tillföll miren och ägdes gemensamt snarare än privat av varje jordbrukare. Syftet med mirerna var inte minst att underlätta regeringens skatteuttag, samtidigt som bönderna i kommunerna utövade social kontroll över varandra. Byalaget hade ett kollektivt ansvar att betala såväl skatt som inlösningsavgifter för jord. Den sociala kontrollen togs sig uttryck exempelvis genom att bönder inte kunde flytta från sin by utan tillstånd från byalaget.
Jorden omfördelades med jämna mellanrum inom byalagen, men det fanns samtidigt en ojämlikhet mellan kulakerna, de rikare bönderna, och de mindre välbärgade bönderna. I takt med befolkningsökningen på landsbygden minskade också storleken på de jordlotter som varje person hade att tillgå. Den tekniska utvecklingen ökade inte i samma takt som jordlotterna minskade i storlek, vilket ledde till en minskad avkastning från jordbruket och i förlängningen hungersnöd. Fenomenet har benämnts som en jordhunger på den ryska landsbygden.
Resultatet blev att bönderna ställde hårda krav på att adeln skulle frånsäga sig mer jord, så att bönderna lättare kunde försörja sig själva. Ojämlikheten i jordfördelning, den sociala kontrollen och den låga avkastningen från jordbruket, tillsammans med lagar som diskriminerade bönder, ökade missnöjet hos bönderna, vilket de riktade mot  adel och regering. Politiskt lutade många bönder åt anarkism. Under det tidiga 1900-talet växte farhågorna om ett större bondeuppror och 1902 upplevde Poltava och Charkiv ett uppror där bönder gick till attack mot lokala markägare, som man menade hade hindrat tsarens vilja att slå igenom på landsbygden.

### Industrialisering och arbetare
I slutet av 1800-talet genomgick Ryssland en radikal omstrukturering av ekonomin, med en mycket hög takt av industrialisering, till stor del driven av statliga investeringar med hjälp av utländska lån. I slutet av 1890-talet stod staten exempelvis för två tredjedelar av hela Rysslands produktion av metaller och i början av 1900-talet ägde staten runt 70 % av järnvägarna, utöver de gruvor, oljefält och skogsmarker som staten redan kontrollerade. För att finansiera investeringarna och de utländska lånen höjdes skatterna, vilket till största delen belastade bönder och andra låginkomsttagare. Dessa fick dessutom betala höga indirekta skatter genom de tullar på importerade varor (t.ex. tobak och socker) som staten hade infört för att skydda den inhemska industrin.

#### Arbetsmiljö och levnadsförhållanden
Utöver de ekonomiska konsekvenserna och ökade skatter så fick industrialiseringen även sociala och kulturella följder. I slutet av 1890-talet arbetade en vanlig arbetare elva och en halv timme om dagen, fem dagar i veckan med något färre arbetstimmar på lördagar. Lönerna var mycket låga och bostäderna var usla, där många bodde i stora och smutsiga baracker eftersom de inte var permanent bosatta i städerna utan ofta tillbringade delar av året på landsbygden.

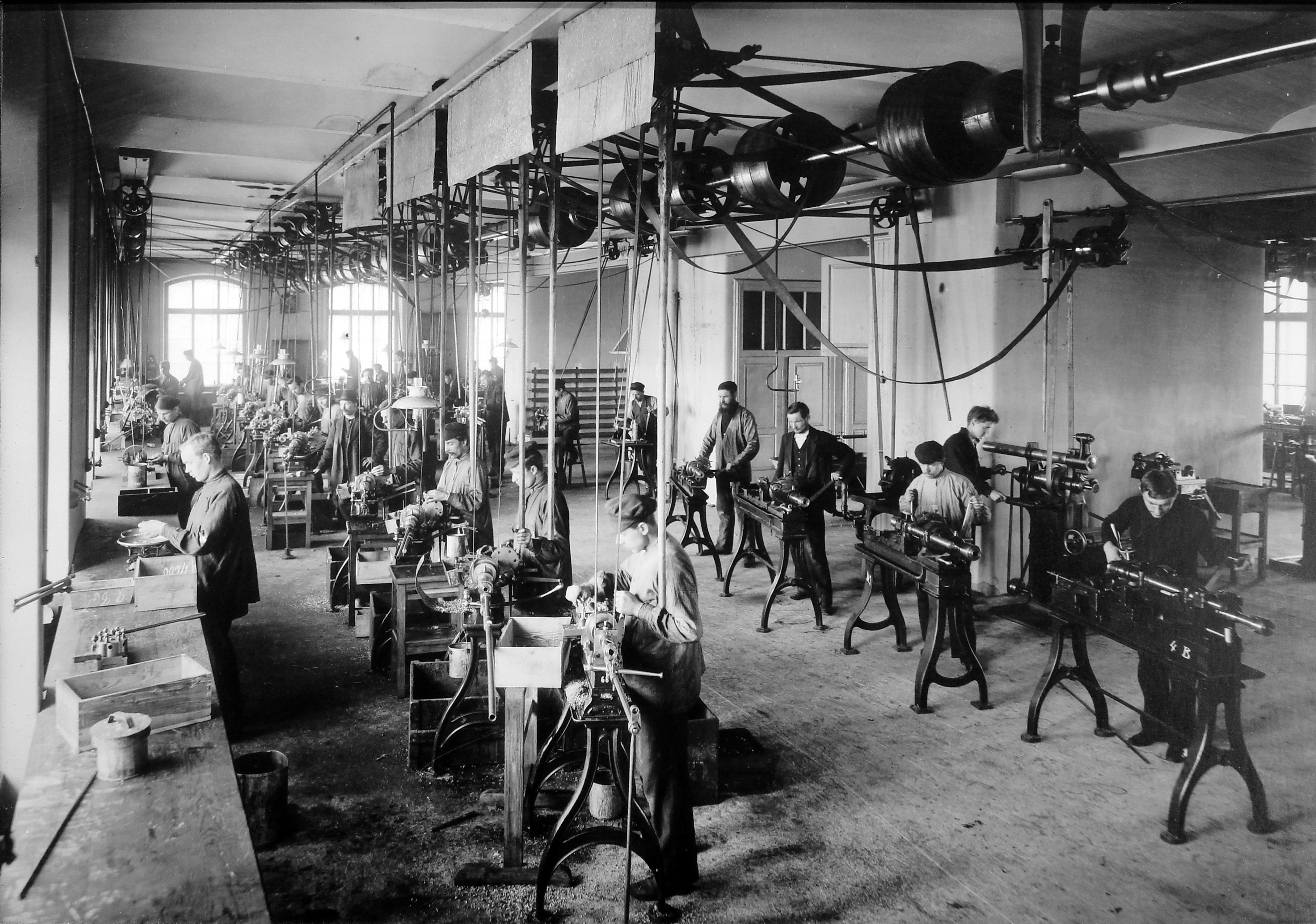
Arbetare i L.M. Ericssons telefonfabrik i Sankt Petersburg, början av 1900-talet

Relationen mellan arbetare och arbetsgivare präglades av en paternalistisk attityd, där kollektivt motstånd mot en arbetsgivare likställdes med uppror mot staten. Strejker och fackföreningar var så gott som förbjudna, där en strejk kunde ge ett fängelsestraff på upp till 3 månader för organisatören och mellan 15 och 20 års straffarbete. Utöver detta utsattes arbetarna för kränkande behandling. De tilltalades nedlåtande, kroppsvisiterades vid arbetsdagens slut för att se om de hade stulit något, och fick betala böter om de inte förhöll sig till arbetsplatsens invecklade ordningsregler.

#### Strejker och reformförsök
I Ryssland var fabrikerna koncentrerade till ett fåtal platser i landet och fabrikerna var betydligt större än i andra industrialiserade länder. Den höga koncentrationen av arbetare underlättade organiseringen i fackföreningar och gav nya möjligheter till militanta agitatorer att nå stora mängder arbetare som var missnöjda med arbetsmiljön. I takt med att missnöjet ökade så växte även strejkerna. Antalet rapporterade strejker och "störningar" som rapporterades växte stadigt från 1860-talet och fram till 1905. På 1860-talet rapporterades enbart 6 strejker, vilket hade växt till ett genomsnitt på 176 strejker om året under perioden 1895-1904. Den stora mängden strejker satte press på arbetsgivare och regering att åstadkomma förändring för arbetarna.
Regeringen försökte tillmötesgå kraven genom att lagstifta om exempelvis begränsningar för barnarbete. Det gjordes även försök med statligt stödda men samtidigt polisövervakade fackföreningar, så kallad "polissocialism". De statligt godkända facken sedan agera som medlare mellan arbetare och arbetsgivare, var tanken. Försöken lades i stort sett ner 1903 efter att en fackförening misstänktes ligga bakom en generalstrejk i Odessa, den dittills största strejken i Ryssland. Polissocialismens grundare Sergej Zubatov avskedades av inrikesminister Vjatjeslav von Pleve efter incidenten i Odessa. Året därpå kom försöken att i desperation återupptas av Pleve när protesterna från arbetarna fortsatte. Då var det prästen Georgij Gapon som fick uppdraget att skapa en fackförening, något som så småningom skulle utlösa en händelsekedja som ledde till revolutionens utbrott.

### Diskriminering av minoriteter
Under flera hundra år före revolutionen 1905 hade det ryska kejsardömet expanderat geografiskt i flera väderstreck: i väst mot Polen, Baltikum och Finland, i syd mot Kaukasus, Krim och Svarta havet, och i öst mot Sibirien och Centralasien. På grund av expansionen fann sig över 100 folk och etniska grupper plötsligt inom kejsardömet, men i minoritet i förhållande till den ryska etniska majoriteten. Många av de etniska, kulturella och religiösa minoriteterna upplevde sig stigmatiserade på grund av tsar Alexander III och Nikolaj II:s försök att "russifiera" imperiet.

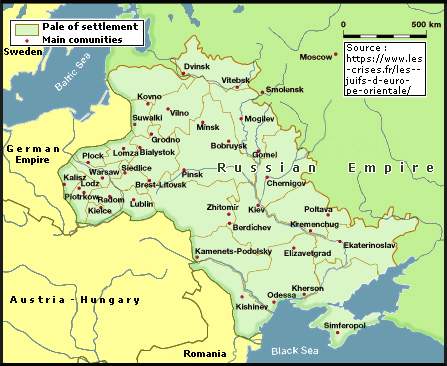
Bild över det judiska bosättningsområdet i de västra delarna av det ryska kejsardömet. Judar var en minoritet som var särskilt hårt ansatt i Ryssland och drabbades återkommande av antisemitism och våldsamma pogromer.

Russifieringen var dels en strävan efter rysk kulturell hegemoni, dels ett försök att hantera de minoriteter som sågs som en potentiell inre säkerhetsrisk i konflikter med Rysslands grannländer. Nationalism(er) i t.ex. Polen och Finland, samt krav på utökade rättigheter av olika slag växte sig allt starkare och regeringen var rädd för att rättighetskraven skulle sprida sig i landet. Minoriteterna diskriminerades på olika sätt till exempel genom att de exempelvis inte fick rösta, och genom att de begränsades i sin skolgång.
En särskilt utsatt grupp var de ryska judarna, en grupp om ungefär 5 miljoner människor. Regeringens politik präglades av antisemitiska åsikter. Judarna omfattades av strikta ekonomiska, juridiska och sociala restriktioner. Den mest uppenbara restriktionen var att judarna mellan 1791 och 1917 enbart fick bo i det judiska bosättningsområdet, ett område som sträckte sig från Östersjön, genom delar av dagens Litauen, Polen och Belarus, samt de västra delarna av Ukraina till Svarta havet. Judar fick inte anställas i den statliga byråkratin, de fick inte bli officerare i militären och de var tvungna att betala särskilda skatter. De utsattes regelbundet för våldsam förföljelse genom pogromer.

## Revolutionens upptakt

### Rysk-japanska kriget 1904-05
I februari 1904 bröt krig ut mellan Ryssland och Japan. Kriget mot Japan väckte först patriotiska känslor, men när det visade sig att kriget gick betydligt sämre än väntat för den ryska militären tappade regeringen status. Olika politiska oppositionella krafter tog tillfället i akt att mobilisera när regeringen försvagades. Ekonomin fick sig också en törn i och med att järnvägen vigdes åt trupptransporter österut, samtidigt som över en miljon män kallades in som en soldatreserv, vilket drog ner industriernas produktion.

### Missnöje och krav på reformer
Den politiska och ekonomiska situationen kom i ett nytt ljus när den auktoritäre och konservative inrikesministern Vjatjeslav von Pleve mördades sommaren 1904. Mordet avslöjade dels hur djupt missnöjet var i landet, dels öppnade det nya möjligheter för olika politiska krafter att kritisera landets styre. Vissa kritiker gick så långt att de kritiserade tsaren själv, något som tidigare varit i princip otänkbart. Tsar Nikolaj II hade först tänkt tillsätta en ny konservativ inrikesminister, men beslöt efter inrådan från sina rådgivare att tillsätta den mer liberale och progressive Pjotr Svjatopolk-Mirskij som sin nye inrikesminister. Några reformer som Mirskij planerade när han tillsattes var att utöka zemstvornas (lokala folkvalda politiska organ) befogenheter, tillåta större pressfrihet och att bedriva en mer tolerant minoritetspolitik.

#### Zemtsvo-kongressen

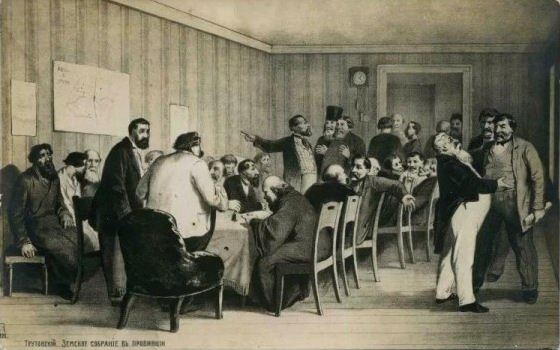
Gravyr föreställande ett zemstvo-möte, 1865

I november 1904 samlades representanter för zemstvo (lokala självstyrelseorgan) från olika delar av landet i huvudstaden för att diskutera politiska angelägenheter på en nationell skala på en zemstvo-kongress. Mötet var kontroversiellt och frågorna de diskuterade gick långt utanför de frågor en zemstvo fick lov att diskutera. Inrikesminister Mirskij tillät mötet och hindrade polisen från att ingripa, men gav order om att tidningarna skulle minimera sin rapportering av mötet, vilket dock ignorerades.
Zemstvo-kongressen mynnade ut i ett politiskt program om tio punkter där kongressen beskrev hur den ville förändra styrningen av Ryssland. Kongressen krävde att den "godtyckliga byråkratin" skulle upphöra och att de offentliga tjänstemännen skulle utöva sin makt under lagarna. De krävde lika rättigheter och större inflytande i de lokala självstyrelseorganen, där köpmän, godsägare och prästerskapet gynnades på bekostnad av andra samhällsgrupper. Efter interna kontroverser kom kongressen även överens om att kräva att en folkvald församling bildades, som skulle styra landet tillsammans med tsaren. Programmet överlämnades till inrikesminister Mirskij som var positiv till förslagen och meddelade att han personligen skulle överlämna kraven till tsaren.

## Blodiga söndagen

### Georgij Gapons fackförening
I februari 1904 sanktionerade inrikesminister Vjatjeslav Von Pleve ett förslag från den radikale prästen Georgij Gapons om att bilda en fackförening. Föreningen hade stora likheter med de tidigare försöken med statligt godkända fackföreningar inom ramen för "polis-socialismen". De statligt godkända föreningarna hade tidigare lagts ner efter kontroverser, men 1904 återupptogs försöken då missnöjet bland arbetarna och kraven på arbetarrepresentation växte. I april etablerades Gapons fackförening officiellt och började snabbt att sprida sig i landet. Under sommaren 1904 så förklarade fackföreningen sin trohet till tsaren, samtidigt som Gapon reste runt i Ryssland för att bygga en nationell fackorganisation. Detta väckte misstänksamhet inom regeringen, men Gapon fick fortsätta med sina aktiviteter.

### Blodiga söndagen
Redan i november 1904 lyfte Gapon tanken om att presentera en petition till tsaren om arbetarnas förhållanden. Meningen var att den skulle innehålla politiska krav, men inte alltför radikala sådana, Gapon och fackföreningen ville exempelvis behålla monarkin. Idén var först att presentera petitionen vid ett militärt nederlag mot Japan eller den 3 mars (n.s.), vilket var årsdagen för frigivandet av de ryska livegna bönderna 1861. 

Protesten flyttades dock fram efter en incident vid Putilov-fabriken i december 1904 när fyra arbetare och medlemmar i Gapons förening avskedades på godtyckliga grunder. Efter incidenten hamnade Gapon i öppen konflikt med fabriksledningen som fientligt inställda till fackföreningen. Den 16 januari 1905 (n.s.) beslöt arbetarna vid fabriken att gå ut i strejk, vilket Gapon uppmuntrade. Från Putilov-verken spred sig strejken sedan snabbt till andra fabriker i Sankt Petersburg och den 20 januari strejkade 2/3 av alla arbetare i staden, motsvarande ungefär 100 000 personer på 382 arbetsplatser.

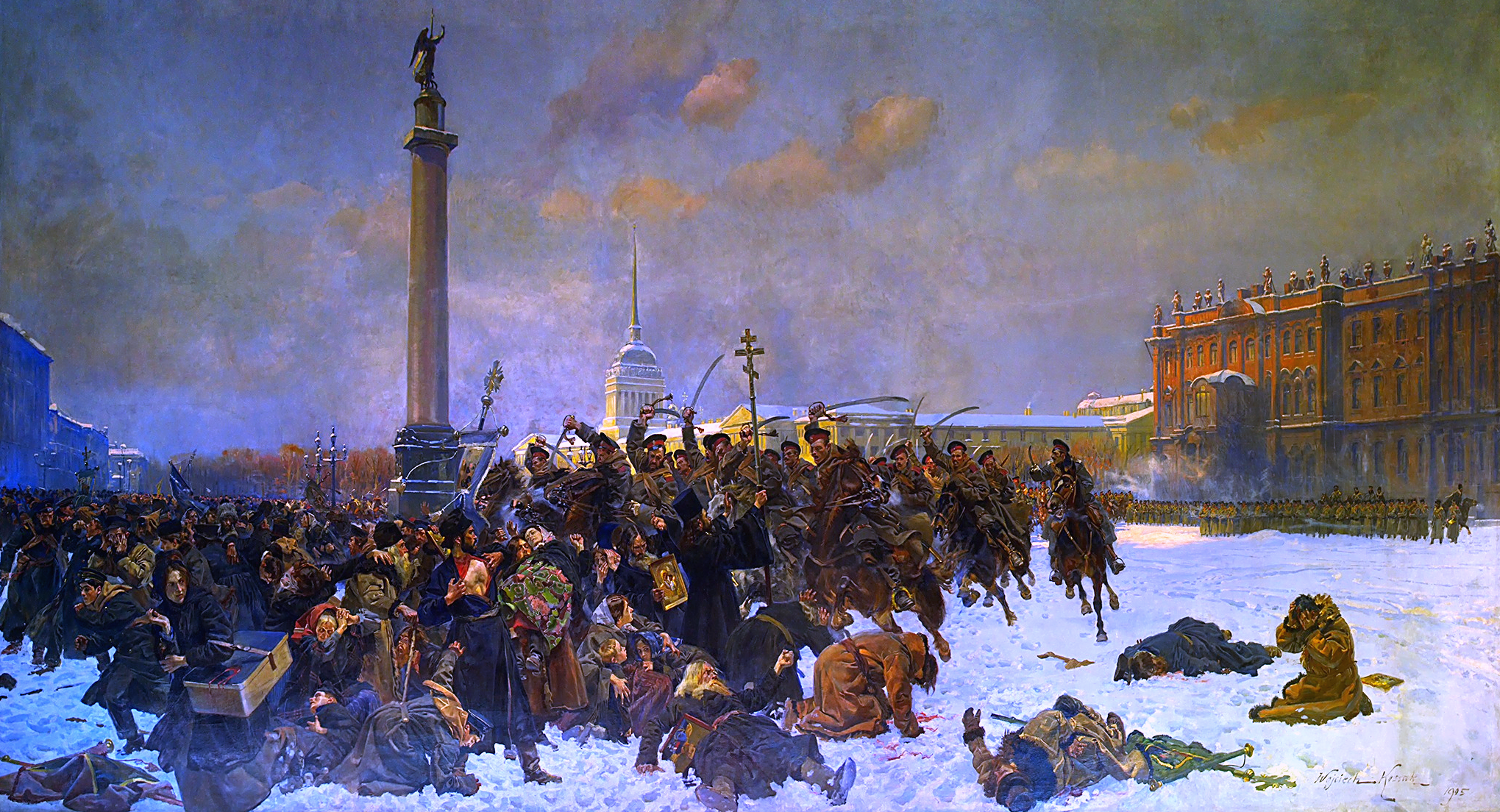
Målning av Wojciech Kossak, föreställande händelserna under blodiga söndagen

För att presentera en skrivelse till tsaren med krav från arbetarna arrangerade Gapon en stor demonstration tillsammans med andra ledare inom arbetarrörelsen. Det bestämdes att varje sektion av arbetarföreningen skulle hålla var sitt demonstrationståg på söndagen den 22 januari (9 januari g.s.) och att de skulle mötas på Palatstorget utanför Vinterpalatset kl. 14:00. Kraven som ställdes gällde bland annat åtta timmars arbetsdag, rätten att strejka, allmän och lika rösträtt, samt att en konstituerande församling skulle väljas med full valhemlighet. Det fredliga demonstrationståget gick till Vinterpalatset, där tsarens soldater öppnade eld mot demonstranterna. Enligt en beräkning deltog 150 000 människor i demonstrationen. Fler än hundra demonstranter dödades och flera hundra sårades.

## Förlopp

### Händelser under 1905
Bland allmänheten väcktes en bred upprördhet för vad som hänt under Blodiga söndagen, där politiska möten organiserades och pengarna samlades in som stöd till familjerna till de drabbade. Även zemstvo-råden agerade genom att anta en rad radikala resolutioner, med än mer långtgående krav än de som presenterats vid kongressen i november 1904.

#### Januaristrejker
Som en direkt reaktion på våldet under Blodiga söndagen utlystes generalstrejk i Sankt Petersburg och ett antal andra industristäder. I Sankt Petersburg stannade 160 000 arbetare hemma den 10 januari och strejkrörelsen spred sig snabbt till bland andra Moskva, Riga, Warszawa, Vilnius, Kovno (dagens Kaunas), Tbilisi och ut i de baltiska provinserna. I hela kejsardömet strejkade 414 000 arbetare under januari månad, vilket visade en grad av organisering inom arbetarklassen som inte hade skådats tidigare i Ryssland. På universiteten - där det redan fanns en oppositionell tradition - agerade studenter bland annat genom att delta i storstrejken, men även arrangera politiska möten som inte sällan stöddes av lärare vid lärosätena.
Myndigheterna prioriterade i första hand att häva den politiska orons spridning i landet, vilket man gjorde både genom repressiva åtgärder och tafatta försök att tillmötesgå arbetarnas och demonstranternas krav. I Sankt Petersburg stängdes samtliga delar av Gapons fackförening ner, samtidigt som fabriksägare ombads upprätta listor på opålitliga arbetare, vilka skulle skickas i exil. Tsar Nikolaj tog emot en delegation arbetare och erbjöd pengar till de drabbades familjer, dock utan att erkänna någon skuld från myndigheternas sida i händelserna den 22 januari. Inom industrin delades bidrag från fabriksägare ut till vissa arbetare som hade strejkat. Man gick även med på att välja arbetarrepresentanter som skulle kunna förhandla med arbetsgivarna, samt höjde lönen. Den 1 februari (n.s.) inrättade regeringen en kommission ledd av N. V. Sjidlovskij. Kommissionen fick i uppdrag att undersöka orsakerna till arbetarnas missnöje och att föreslå åtgärder för att förhindra framtida oroligheter.

#### Politiskt våld och försök till reformer
Utöver en kommission som skulle undersöka händelserna vid den blodiga söndagen utnämnde tsaren även Dmitrij Trepov till generalguvernör över Sankt Petersburg. Trepov gavs ingripande befogenheter att slå ner protester och skingra politiska sammankomster. Utnämningen av Trepov spädde på den tsarfientliga stämningen, vilket ökade oron för fortsatta våldsamheter. Oron visade sig befogad när storfursten Sergej Alexandrovitj, tsarens farbror och svåger, mördades den 17 februari av en medlem av socialistrevolutionärernas terrorgren. Dådet ökade rädslan för att tsaren eller någon annan familjemedlem skulle stå näst på tur att utsättas för ett attentat. Under stora delar av 1905 höll sig den kejserliga familjen till olika palats och undvek offentliga framträdanden.
Tsar Nikolaj meddelade den 3 mars (n.s.) att han hade för avsikt att instifta en folkvald rådgivande församling som skulle bistå regeringen.  Uppgiften att utreda hur det skulle genomföras gavs till inrikesminister Aleksandr Bulygin. Förslaget föll inte i god jord hos varken industriarbetare, bönder eller de liberala krafterna i zemstvo-väsendet. I april 1905 kom därför krav från grupperna om att istället upprätta en konstituerande församling. Idealet om en konstituerande församling, det vill säga en folkvald lagstiftande församling - omfamnades av ett brett spektrum av politiska partier och aktörer: oktobrister, Kadettpartiet, socialistrevolutionärerna, mensjeviker och vissa moderata delar av bolsjevikerna.
I slutet av mars fattade regeringen beslutet att stänga universiteten fram till början av nästa läsår, av rädsla för att universiteten skulle fungera som en revolutionär plattform för olika grupper.

### Myterier
Kriget med Japan fortsatte under 1905, och i maj led den ryska flottan ett väldigt nederlag mot den japanska flottan i slaget vid Tsushima. På den ryska sidan dog 5000 sjömän under slaget och 6 000 togs tillfånga. Nederlaget sänkte den ryska militärens moral i botten, vilket ledde till en lång rad myterier under mitten och slutet av år 1905.

#### Slagskeppet Potemkin

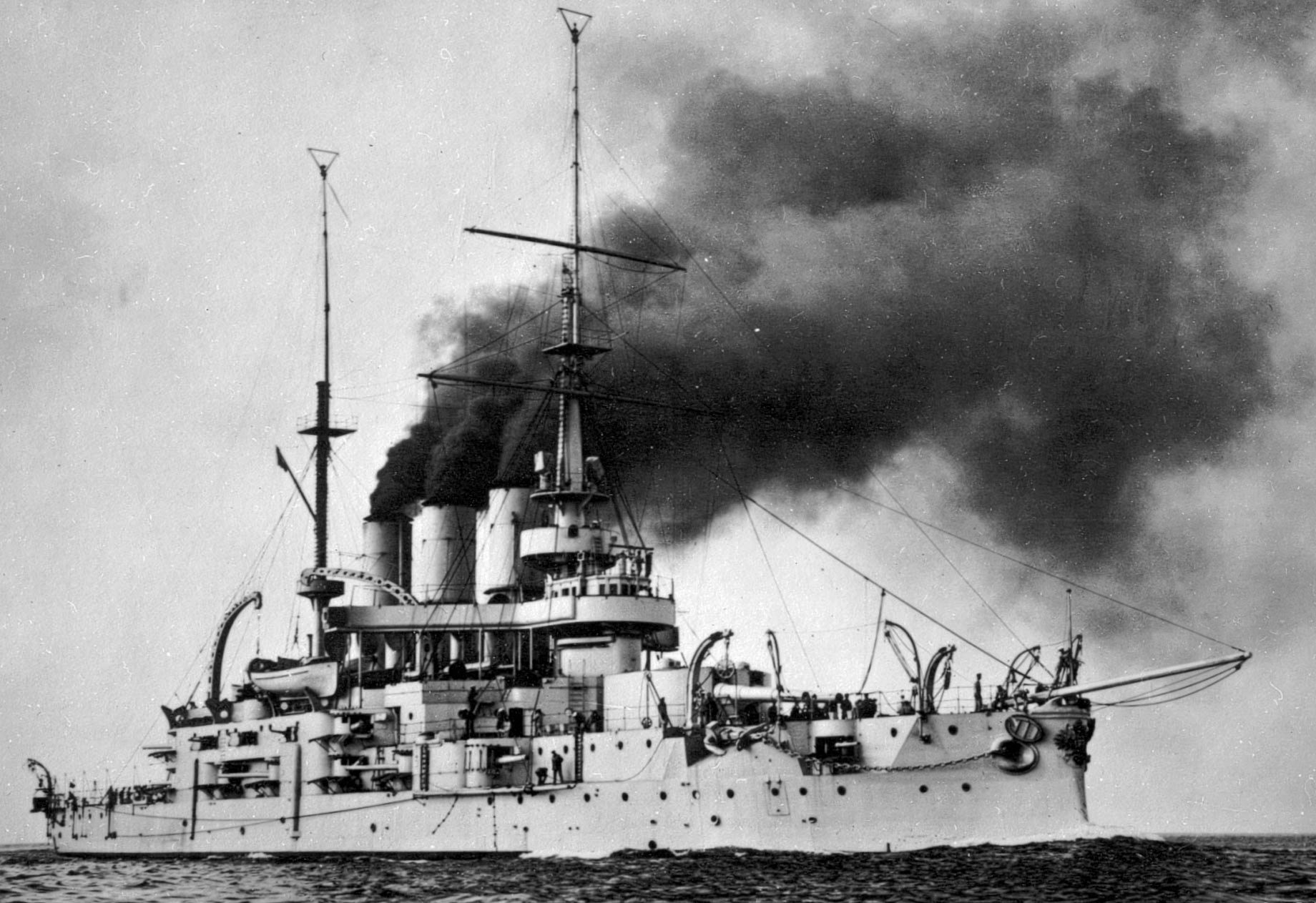
Slagskeppet Potemkin blev en symbol för revolutionen 1905. Här en bild från 1906, då skeppet bärgats av den ryska flottan och döpts om till Panteleimon.

Den 27 juni 1905 skedde ett uppmärksammat myteri på slagskeppet Potemkin där över 700 sjömän deltog. Sjömännen var missnöjda sedan tidigare med levnadsvillkoren ombord på fartyget och att de upplevde sig illa behandlade av överordnade befäl. Under en artilleriövning i juni protesterade de mot dålig kvalitet på maten, något som ledde till konfrontation mellan sjömännen å ena sidan och fartygets kapten Jevgenij Golikov, samt flera andra officierare å andra sidan. Golikov och officerarna dödades eller kastades överbord och styrmannen Matiusjenko tog befäl över Potemkin.
Skeppet satte kurs mot Odessa, där omfattande protester mot tsarväldet skedde och myndigheter hade utlyst undantagstillstånd i staden. Pansarkryssaren Potemkin välkomnades av flera tusen Odessabor, men när besättningen på Potemkin klev i land tilltog våldsamheter då tsarvänliga kosacker öppnade eld mot folkmassan. Den 30 juni lämnade Potemkin Odessa och stötte snart på fartyg från den ryska Svartahavsflottan. Fartygen övervägde att öppna eld men avstod utifrån risken att själva bli föremål för myteri. Efter att ha seglat fram och tillbaka mellan Constanța i Rumänien och Feodosija övergav besättningen fartyget den 8 juli genom att sänka det. Vissa medlemmar i besättningen hamnade så småningom åter i Ryssland, där de antingen sändes i exil eller avrättades. Händelserna på slagskeppet Potemkin ledde till att liknande myterier skedde på andra fartyg, dock utan någon större framgång.

#### Sevastopolsovjeten
I november 1905 bröt ett nytt myteri ut i flottbasen i Sevastopol. Flera tusen sjömän bildade en egen sovjet och krävde tsardömets avskaffande, en konstituerande församling och allmän höjning av sin levnadsstandard.

### Uppror och oktobermanifestet
Mot slutet av 1905 skedde en rad väpnade uppror runt om i landet. Dessa slogs ner men ledde till att tsar Nikolaj II utfärdade oktobermanifestet, ett dokument som skulle garantera vissa medborgerliga fri- och rättigheter, samt ett parlament (duman) med rätt att stifta lagar.

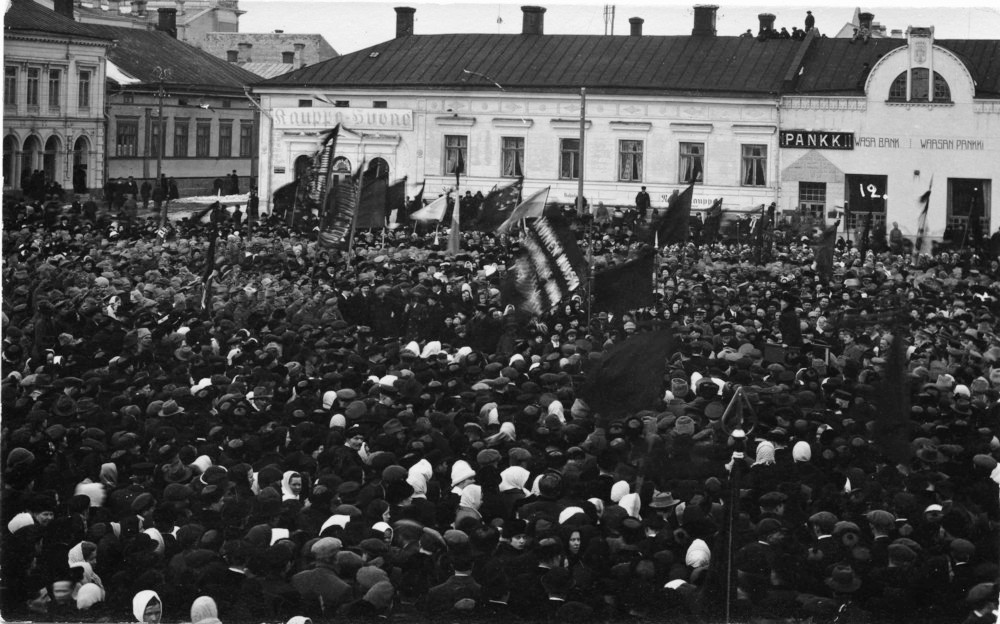
Generalstrejksmöte i Björneborg, Finland, i oktober 1905

### Arbetarråden
Efter den blodiga söndagen bröt en revolution ut. Arbetare strejkade, bönder gjorde uppror och soldater gjorde myteri. Det var nu som sovjeterna, arbetarråden, för första gången bildades. Lev Trotskij blev en ledande talesman för St. Peterburgs arbetarråd.

## Följder
Revolutionen slogs slutligen ner i december och ledarna, inklusive Trotskij, fängslades. Under en kortare tid gav dock tsaren efter för trycket, och ett ryskt parlament (Duman) inrättades, med ett begränsat inflytande. Efter några år gjordes Duman dock praktiskt taget betydelselös, och Nikolaj II kom att fortsätta att styra Ryssland enväldigt fram till februarirevolutionen 1917. Finlands lantdag demokratiserades dock år 1906, och detta resultat av 1905 års revolution blev mer beständigt.

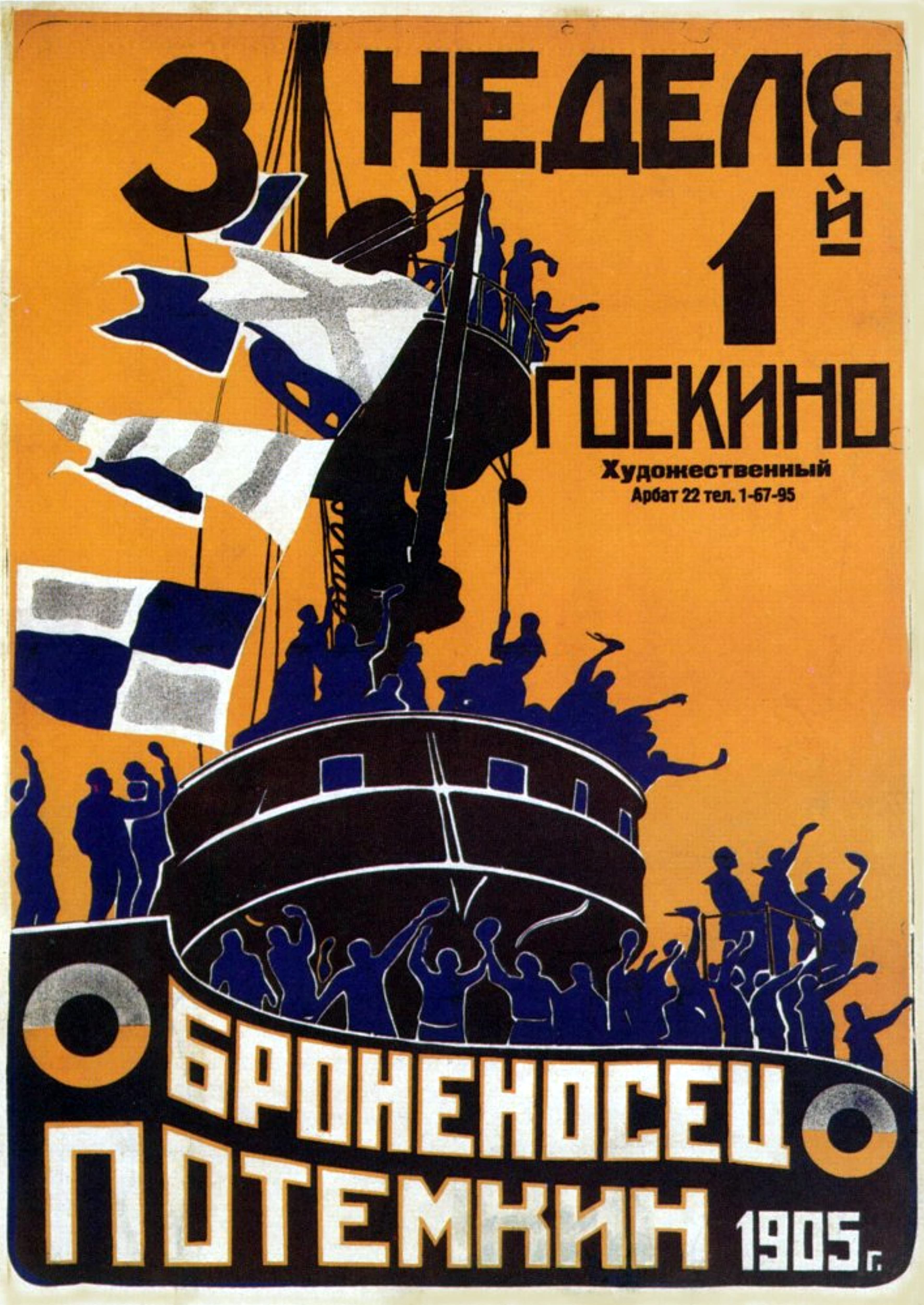
Filmaffisch för Sergej Eisensteins film Pansarkryssaren Potemkin från 1925

## Eftermäle
I och med Sergej Eisensteins film Pansarkryssaren Potemkin från 1925 kom fartyget Potemkin att bli en symbol för den ryska revolutionen och socialism. Filmen fick internationellt genomslag men förbjöds senare av Josef Stalin av rädsla för uppror.